# Salomón Lerner Ghitis
Salomón Lerner Ghitis là một chính trị gia người Peru gốc Do Thái và đảm nhiệm chức vụ Thủ tướng Peru từ ngày 28 tháng 7 năm 2011. Trong năm 2006, ông đã hỗ trợ ứng cử viên Ollanta Humala trong cuộc tổng tuyển cử của Peru năm đó và tương tự trong năm 2011, năm ông này đã chiến thắng.